# Sant Pere dels Cortals

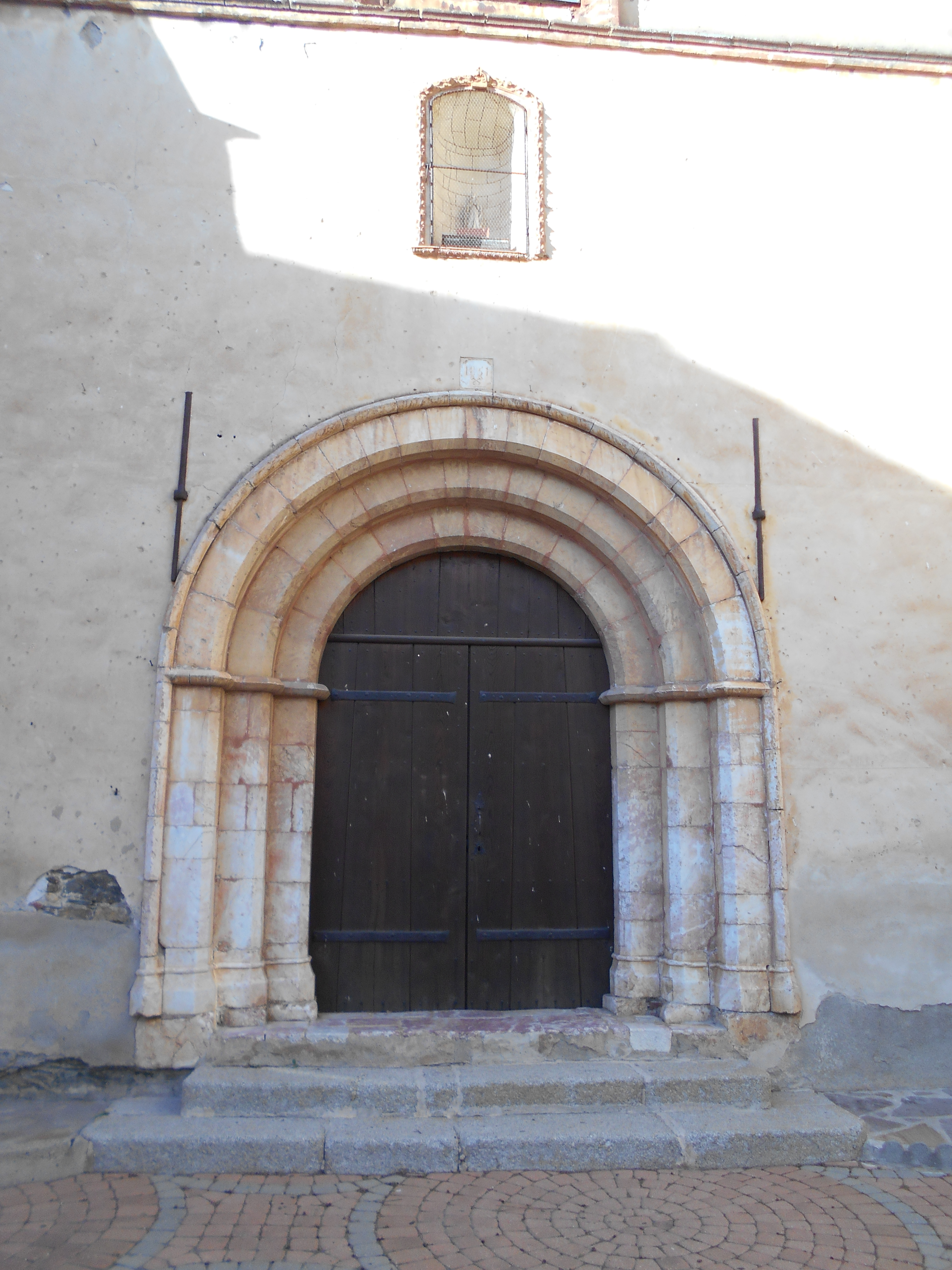
Portal procedent d'Illa

Sant Pere dels Cortals és l'església parroquial del poble de Corbera, en el nucli dels Cortals, o Corbera del Mig, de la comarca del Rosselló, a la Catalunya del Nord.
Està situada en el poble dels Cortals, l'actual nucli principal del terme de Corbera. És a llevant del nucli corberenc, ja a prop de Corbera la Cabana.
Sant Pere dels Cortals es va començar a construir el 1851, moment en què la major part del poble de Corbera havia ja abandonat les cases del poble vell i s'havia traslladat al nou emplaçament, l'actual, als peus del turó on eren el poble vell i el castell. L'element més rellevant de l'església és el portal romànic de marbre del segle xii que s'hi instal·là procedent de l'església de Santa Maria la Rodona, d'Illa.